# Cette femme-là
Série
Une affaire privée
(2002) La Clef
(2007)
Pour plus de détails, voir Fiche technique et Distribution.
Cette femme-là est un film français réalisé par Guillaume Nicloux, sorti en 2003. Ce film est le second volet de la trilogie policière de Guillaume Nicloux, suivant narrativement Une affaire privée (2002) et précédant La Clef (2007). On retrouve ainsi dans ce film le personnage du policier François Manéri incarné par Thierry Lhermitte vu dans le film précédent.

## Synopsis
Femme-flic, Michèle Varin ne parvient pas à oublier la mort de son fils, un 29 février, malgré les médicaments, l'alcool et la psychothérapie. Elle passe ses soirées à faire des puzzles, seule avec son lapin domestique. Terrifiée, comme tous les quatre ans, par l'approche d'un nouveau 29 février, elle doit enquêter sur le meurtre d'une femme retrouvée pendue dans la forêt. Le point de départ d'une aventure intime inoubliable.

## Fiche technique
- Titre : Cette femme-là
- Réalisation et scénario : Guillaume Nicloux
- Production : Frédéric Bourboulon
- Producteur délégué : Agnès Le Pont
- Société de production : Studiocanal, Les Films Flam, Little Bear, Sofica Sogécinéma, Sofica Valor 6, TF1 Films Production et Topaze Bleue
- Distribution :  France : TFM Distribution
- Musique originale : Éric Demarsan et Fabio Viscogliosi
- Photographie : Pierre-William Glenn
- Montage : Guy Lecorne
- Décors : Olivier Radot
- Costumes : Gilles Bodu-Lemoine et Annie Périer
- Pays :  France
- Genre : Policier, thriller
- Durée : 100 minutes
- Format : couleurs - 2,35:1 - Son : Dolby Digital
- Budget :
- Dates de sortie : 
  -  France : 15 octobre 2003
  -  Belgique : 26 novembre 2003
  -  États-Unis : 15 avril 2004 (Festival du film de Philadelphie)
- Classification :  France : film interdit aux moins de 12 ans lors de sa sortie en salle

## Distribution
- Josiane Balasko : Michèle Varin
- Éric Caravaca : Sylvain Bazinsky
- Ange Rodot : Léo Kopmans
- Aurélien Recoing : L'homme de l'identité judiciaire
- Frédéric Pierrot : Daniel
- Thierry Lhermitte : François Manéri
- Didier Abot : Homme bus
- Dominique Bettenfeld : Dalton 2
- Pascal Bongard : Evens
- Stéphane Comby : Policier sandwich
- Béatrice Chauvin-Ballay : Femme buste
- Corinne Debonnière : Catherine
- Florence Denou : Policière gantée
- Pascal Demolon : Dalton 1
- Scali Delpeyrat : Médecin légiste
- Alex Descas : Denis
- Valérie Donzelli : Claire Atken
- Valérie Dréville : Femme médecin HP
- Anne-Marie Falot : Femme pendue
- Yann Goven : Ami de Sylvain
- Hammou Graïa : Docteur Borde
- Patty Hannock : Professeur de yoga
- Eva Ionesco : Madame Kopmans
- Nicolas Jouhet : Vétérinaire Ogel
- Florence Loiret Caille : Femme piscine
- Jean-Baptiste Malartre : Commissaire Fauler
- Nathalie Nerval : Mère Michèle
- Guillaume Nicloux : Agent de la BAC
- Ludovic Schoendoerffer : Infirmier HP
- Clément Thomas : Yvan Thiel
- Fabio Viscogliosi : Chanteur groupe
- Fabienne Jousselin